# Coffea kivuensis
Coffea kivuensis är en måreväxtart som beskrevs av Jean Paul Antoine Lebrun. Coffea kivuensis ingår i släktet Coffea och familjen måreväxter. Inga underarter finns listade i Catalogue of Life.